# Stromberg (Fernsehserie)

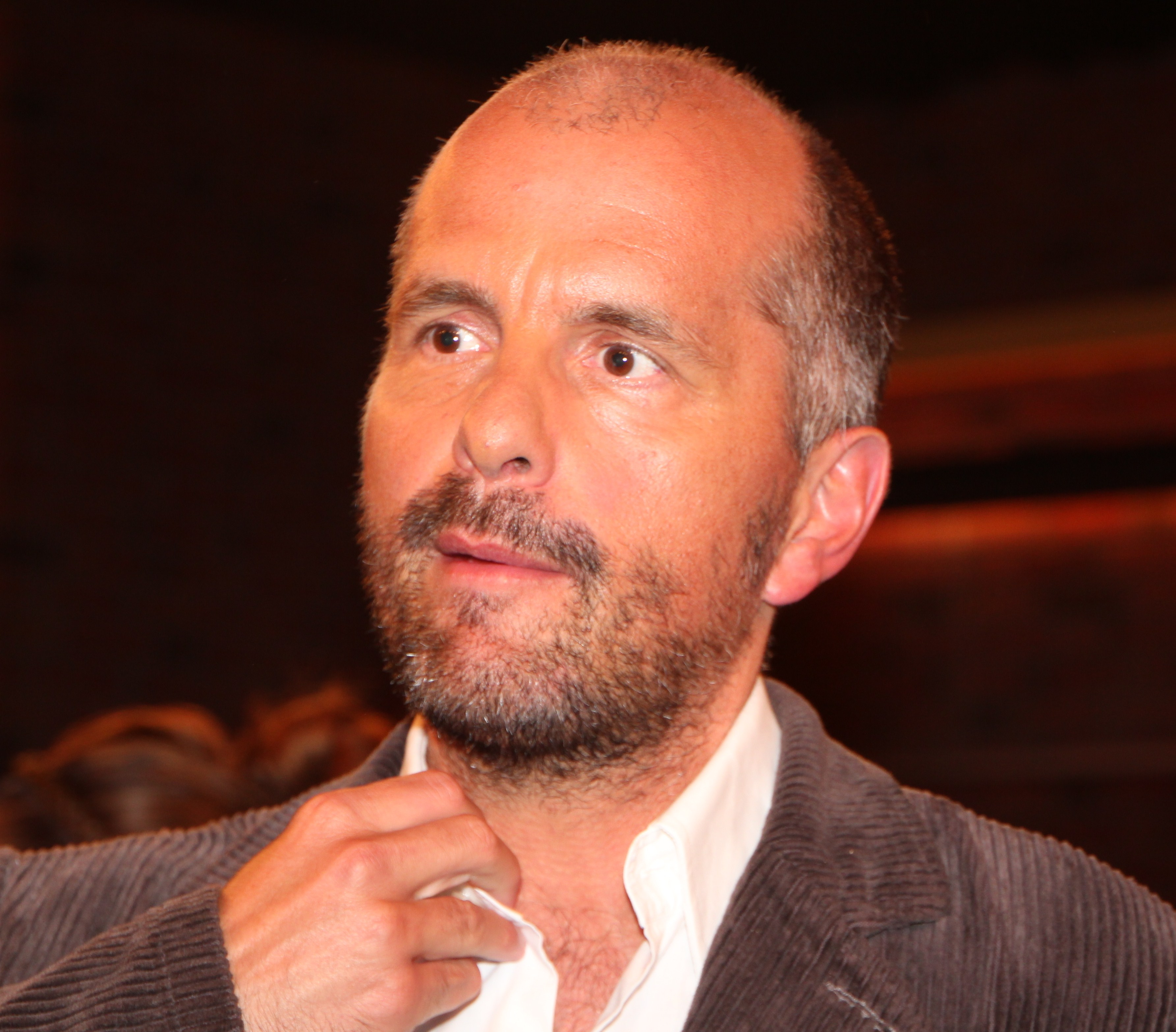
Hauptdarsteller Christoph Maria Herbst (2011)

Stromberg [ˈʃtʁɔm.bɛɐk] ist eine deutsche, mehrfach prämierte Comedy-Fernsehserie des Produzenten Ralf Husmann. Von 2004 bis 2012 wurden fünf Staffeln der Serie gedreht und auf ProSieben ausgestrahlt. Benannt ist die Serie nach der Hauptfigur Bernd Stromberg. Stromberg ist eine Adaption der britischen Serie The Office.
Durch ein Crowdfunding-Projekt wurde ab Dezember 2011 Geld für einen Kinofilm gesammelt, der auch Filmförderungen erhielt; dieser hatte am 18. Februar 2014 im Cinedom in Köln unter dem Titel Stromberg – Der Film Premiere. Im Dezember 2024 wurde eine Fortsetzung in Form eines neuen Films angekündigt.

## Handlung
Ein Fernsehteam begleitet mit der Kamera den Büroalltag der fiktiven Capitol Versicherung AG. Handlungsort ist meist die Abteilung Schadensregulierung M–Z, die von Bernd Stromberg geleitet wird. Stromberg möchte natürlich, dass sein Team – insbesondere er als Vorgesetzter und „Papa“ der Abteilung – stets von der besten Seite gezeigt wird. Es gelingt ihm jedoch selten, „sein Team“ und vor allem sich selbst in ein gutes Licht zu rücken.

## Konzeption

### Grundkonzept und Kameratechnik
Die als Mockumentary konzipierte Serie ist eine Parodie auf die beim Fernsehpublikum beliebten Doku-Soaps. Diese zeichnen sich durch die fortwährende Präsenz und Einbindung der Kamera und des Kamerateams in das Handlungsgeschehen aus. Diese Eigenschaft der Doku-Soaps wird in der Serie als Stilmittel eingesetzt. Zur Steigerung der Spannung kann die Kamera gänzlich aus dem Geschehen heraustreten, wodurch der Eindruck entsteht, dass die Akteure heimlich beobachtet werden. Diese wiederum können andererseits auch bewusst mit der Kamera interagieren, indem sie ihr Verhalten deutlich ändern, wenn sie sich von ihr ertappt fühlen. Unterstrichen wurden diese Besonderheiten noch dadurch, dass die Regisseure Arne Feldhusen und Andreas Theurer die Kamera gelegentlich weiterlaufen ließen, obwohl die Szene gemäß Drehbuch schon abgeschlossen war. So bereicherten die Improvisationen der Darsteller das Drehbuch nicht selten um eine weitere Pointe.
Wie für eine Mockumentary/Dokumentation üblich (wie beim britischen Vorbild, The Office, oder anderen TV-Produktionen, wie z. B. die US-Serie Modern Family; seltener im Spielfilm), bedient sich die Produktion durchgängig der One-Shot-Technik, wobei das Geschehen von nur einer singulären Kamera, bzw. einem einzigen Kamerateam erfasst wird. Bjarne Mädel erwähnte in einem Interview, dass die Arbeit mit nur einer Kamera schwierig war; vor allem, da bei Fehlern oder Versprechern kaum glaubhafte Schnitte möglich seien.
Der Handlungsort ist, zu Beginn der Serie ausschließlich, das Bürogebäude der Zweigniederlassung der Capitol Versicherung AG. Die Träger der Handlung sind als Stereotype stark überzeichnet, was zur Folge hat, dass diese sich untereinander in einem ständigen Spannungsverhältnis befinden.

### Fiktiver Ort Finsdorf
In der vierten Staffel wird Stromberg in die kleine Capitol-Versicherungsfiliale des fiktiven Ortes Finsdorf strafversetzt. Dazu wurde eigens ein Internetauftritt eingerichtet, und ProSieben sendete Werbespots für den Ort („Juwel der Heide“). Bernd Stromberg beschreibt das Dorf ablehnend als „Finsterdorf“, „Inzesthausen“ und „Doofdorf“. Auf der Website finsdorf.de, die für die Viralmarketing-Kampagne geschaltet wurde, begrüßte man Bernd Stromberg als neuen Einwohner. GoYellow stellte einen Ausschnitt der Originalkarte zur Verfügung, auf der die Ortschaft Böddenstedt in Finsdorf umbenannt wurde. Zusätzlich wurde ein fiktives Atomkraftwerk in der Nähe errichtet.

### Drehorte
Die Dreharbeiten fanden überwiegend in Köln statt. Ein Bürogebäude in Köln-Braunsfeld an der Eupener Straße diente als Kulisse für die Niederlassung der Capitol Versicherung AG. Die im Vorspann gezeigte Fußgängerbrücke überquert die Straße Rothgerberbach auf Höhe der Poststraße.
Die Szenen im fiktiven Ort Finsdorf fanden im Frühjahr 2009 im Bornheimer Stadtteil Walberberg statt. Als Kulisse wurde ein ehemaliger Tante-Emma-Laden an der Ecke Hauptstraße/Flammgasse hergerichtet, der seit einigen Jahren leer stand.

## Figuren

### Hauptfiguren
| Rolle                                | Schauspieler              | Hauptrolle (Episoden) | Nebenrolle (Episoden) |
| ------------------------------------ | ------------------------- | --------------------- | --------------------- |
| Bernd Stromberg                      | Christoph Maria Herbst    | 1.01–5.10             |                       |
| Ulf Steinke                          | Oliver Wnuk               | 1.01–5.10             |                       |
| Tanja Seifert-Steinke (geb. Seifert) | Diana Staehly             | 1.01–5.10             |                       |
| Berthold Heisterkamp                 | Bjarne Mädel              | 1.01–5.10             |                       |
| Jennifer Schirrmann                  | Milena Dreißig            | 4.01–5.10             | 3.01–3.08             |
| Erika Burstedt                       | Martina Eitner-Acheampong | 1.01–3.08             |                       |
| Timo Becker                          | Lars Gärtner              |                       | 2.01–5.10             |

#### Bernd Stromberg
Die Hauptfigur Bernd Stromberg (Schauspieler: Christoph Maria Herbst) ist zu Beginn der Serie Ressortleiter der Abteilung Schadensregulierung M bis Z, ab Staffel 2 dann stellvertretender Leiter der Abteilung Schadensregulierung. Bernd Stromberg ist Mitte 40, laut eigener Aussage in der Episode Sally 1963 geboren, und verheiratet. Da er in der 2005 ausgestrahlten Staffel 2 jedoch nach mehreren Untertreibungen zugibt, 45 Jahre alt zu sein, darf angenommen werden, dass er in Wahrheit spätestens 1960 geboren wurde. In der zweiten Staffel trennen sich Stromberg und seine Frau Birgit. Er selbst möchte gegenüber seinen Kollegen eine väterliche, manchmal auch kumpelhafte Rolle einnehmen. So mimt er stets die geradlinige und strenge Autoritätsperson, während er sich besonders gegenüber seinen Vorgesetzten durch hohen situativen Pragmatismus auszeichnet. Es gelingt ihm aufgrund seiner bildhaften und unpräzisen Rhetorik häufig, direkte Konfrontationen zwischen Kollegen und Vorgesetzten zu vermeiden. Obwohl Stromberg oftmals betont, wie wichtig ihm ein menschlicher Umgang mit seinen Mitarbeitern sei, zeichnet er sich besonders durch unbeholfenes bis dissoziales Verhalten aus. Seine fachliche Kompetenz ist mangelhaft, was meist dazu führt, dass er ihm erteilte Arbeitsanweisungen entweder ignoriert, mangelhaft erledigt oder auf seine Mitarbeiter überträgt.
In regelmäßigen Einzelinterviews porträtiert Stromberg gerne den ernsthaften und kollegialen Geschäftsmann, häufig mittels extensiver, bildhafter Vergleichsdarstellungen. Im Büroalltag dominiert jedoch sein sozial grobschlächtiges Verhalten. So instrumentalisiert er systematisch und bereitwillig seine Mitarbeiter, um sich in der Chefetage zu profilieren. Trotz seines sozial sehr unangepassten Verhaltens besitzt er besonders wegen seines in der Regel lockeren und komödiantischen Auftretens und überdurchschnittlicher Eloquenz die Sympathien seiner meisten Mitarbeiter; gegen Ende der dritten Staffel schlägt ihm jedoch aufgrund seiner Egozentrik vermehrt die Missgunst der Abteilung entgegen.
In der vierten Staffel wähnt sich Stromberg bereits am Ziel seiner Bemühungen: der Beförderung zum Gesamtleiter der Schadensregulierung. Als jedoch ein Streit zwischen ihm und dem Kantinenkoch eskaliert, wird Stromberg aufgrund von dessen Beziehungen zum Vorstand in eine Außenstelle der Capitol nach Finsdorf versetzt. Mit den eher ländlichen Gepflogenheiten der Dorfbewohner kann er sich nicht anfreunden. Deshalb nutzt er jede sich bietende Gelegenheit, um seine „alte“ Arbeitsstelle zu inspizieren und gegen die vorübergehende Abteilungsleiterin Tanja Steinke zu intrigieren.
Am Ende der vierten Staffel instrumentalisiert Stromberg den Tod der Angestellten Erika, um das Wohlwollen seiner alten Abteilung wiederzugewinnen. Wiederum zeigt sich hier seine typische, jedoch inszenierte Betroffenheit. Von Jennifer Schirrmann, der Stromberg wiederholt Avancen macht, wird er auch wegen seiner wechselhaften Persönlichkeit als Büro-Gollum bezeichnet. Sie weist darauf hin, dass Stromberg offensichtlich für seinen Job über Leichen geht und oftmals wie ein Gefühlslegastheniker handelt.
In der fünften Staffel gelingt es Stromberg, seinen Chef Becker zu „beerben“. Dieser ist psychisch durch seine Scheidung derart angeschlagen, dass er dem Alkohol auch im Büro zuspricht und schließlich von Stromberg erfolgreich ausgebootet werden kann. Stromberg übernimmt anschließend dessen Posten. Im Verlauf der fünften Staffel wechselt er jedoch kurzfristig und auf eigenen Wunsch in die von der Schließung bedrohte Abteilung Schiffskasko (das „Sibirien der Capitol“), da er wegen kollegialer Probleme in der Abteilung Schadensregulierung, insbesondere mit Jennifer Schirrmann, dem sozialen Druck entkommen möchte. Zunächst macht er den Mitarbeitern dieser Abteilung große Hoffnungen, die Schließung der Abteilung abwenden zu können. Als ihm aber die Rückkehr in seine bisherige Abteilung wieder opportun erscheint, schreibt er seinem Vorgesetzten Herrn Nübel, dass diese Abteilung wegen Ineffizienz geschlossen werden sollte. Nach der Schließung der Abteilung übernimmt Stromberg wieder die Gesamtleitung der Schadensregulierung. Als er jedoch die Verantwortung für den Korruptionsverdacht gegen den vorübergehenden Abteilungsleiter der Schadensregulierung Ulf Steinke übernimmt, wird ihm gekündigt. Die Kündigungsfrist nutzt er, um „den Hammer noch ein paar Mal kreisen zu lassen“. Schließlich sorgt er vorsätzlich für einen Rückfall des frisch rehabilitierten Herrn Becker in die Alkoholsucht. Die Kündigung Strombergs wird daraufhin zurückgezogen, und er behält die Gesamtleitung.
Im Kinofilm Stromberg – Der Film (2014) konkurriert er mit Ernie um die Führung der Abteilung, erfährt aber im Laufe des Films, dass sein Standort geschlossen werden soll. Daraufhin führt er den Protest der Belegschaft gegen die Capitol an, aus dem sich Proteste gegen das Kapital entwickelten. Er erhält schlussendlich eine hohe Position bei der SPD.

#### Ulf Steinke
Ulf Steinke (Schauspieler: Oliver Wnuk) feiert in der ersten Staffel seinen 28. Geburtstag und ist seit mindestens fünf Jahren in der Abteilung. Er macht – wenn es sich um berufliche Dinge handelt – einen wenig motivierten Eindruck und ist in der Leistungsstatistik der Abteilung „auf dem letzten oder vorletzten Platz“. Das verwundert auch nicht, denn mehrmals gibt er in den „Interviews“ zu, sich bei der Berufswahl vergriffen zu haben, er „hätte lieber was mit Autos machen sollen“. Ihm ist der Büroalltag eher lästig, und alle Änderungen in den Arbeitsvorgängen überfordern ihn. Er ist der stereotype Macho, der sich lieber um seine Kumpels, Fußball, Autos und andere „Männerthemen“ kümmert. Oft ist er der einzige Mitarbeiter, der über Strombergs Witze lacht, und er lässt sich mitunter von Stromberg für dessen Zwecke einspannen. Besonders wenn es bei beiden in Sachen Frauen wieder einmal nicht gut läuft, biedert sich Stromberg bei ihm an, um mit ihm über die Damenwelt zu lästern. Sein Kollege Berthold („Ernie“) ist das Lieblingsopfer seiner Streiche. Trotz begrenzter intellektueller Fähigkeiten zeigt er oft eine ausgeprägte emotionale Kompetenz, wenn er Kollegen geschickt manipuliert oder mit den wahren Motiven ihres Handelns konfrontiert. Des Öfteren interessieren sich attraktive Frauen für ihn. Seine Heirat mit Tanja Seifert in der vierten Staffel bereut er noch ebenda, nachdem sich herausstellt, dass Tanja als Strombergs Nachfolgerin Karriere macht. Durch seine Eifersüchteleien offenbart er, dass er mit Tanjas beruflicher Überlegenheit nicht klarkommt. Er selbst fällt beruflich eher negativ auf. Ausgerechnet immer dann, wenn es mit Strombergs Karriere aufwärtsgeht, scheint auch ein beruflicher Aufstieg des fachlich wenig kompetenten Ulf möglich, ohne dass er dies wirklich anstrebt. Nachdem Stromberg kommissarischer Leiter der Schadensregulierung wird, wird Ulf sein Stellvertreter. Er verliert diesen Posten aber im Verlauf der fünften Staffel wieder, weil er von einem Großkunden ein Geschenk annimmt, nachdem er unaufmerksam und leichtsinnig überhöhte Schadensmeldungen dieses Kunden abgesegnet hatte, was bis in die Konzernspitze dringt und ihm als Compliance-Verstoß ausgelegt wird. Anschließend wird er in der Serie in eine andere Abteilung versetzt. In Stromberg – Der Film ist er allerdings wieder Mitarbeiter der Schadensregulierung.

#### Berthold „Ernie“ Heisterkamp
Berthold „Ernie“ Heisterkamp (Schauspieler: Bjarne Mädel) ist der etwas eigenwillige, aber doch motivierte und kompetente Kollege. Optisch ist die Figur durch modisch fragwürdige Krawatten und Schweißflecken auf seinem Hemd gekennzeichnet. Bei Frauen hat er nicht viel Erfolg und startet darum am Ende der ersten Staffel einen Aufruf an die Zuschauerinnen der Büroserie, der auch Erfolg zu versprechen scheint. Eine kurze Liebschaft mit der Krankenschwester Vanessa scheitert an seinem Engagement für die Firma. Er ist beliebtes Ziel von Kollegenspäßen und manchmal sogar Mobbing, dem er zumeist mit Wutausbrüchen und Forderungen nach Abmahnungen entgegentritt. Berthold, der in Anspielung auf Ernie & Bert aus der Sesamstraße von allen nur Ernie genannt wird, versucht trotzdem oft, Stromberg zu gefallen, obwohl er von ihm ebenfalls unfreundlich behandelt und nicht ernst genommen wird. Ernie hat einen kindlichen Charakter, pflegte bis zu ihrem Tode einen engen Kontakt zu seiner Mutter und leidet daher sehr unter dem Verlust. Viele seiner Verwandten sind bereits verstorben, so zum Beispiel der Onkel und die Tante mütterlicherseits und nicht zuletzt sein Großvater, der im Krieg gefallen und nach dem er selbst benannt ist. Als ihm später wegen guter Leistungen die Führung einer Arbeitsgruppe übertragen wird, zeigt sich, dass seine sozialen Kompetenzen ebenso ungenügend sind wie die von Stromberg, indem er herrisch herumkommandiert und zur Arbeit antreibt. Die Figur des Berthold Heisterkamp macht dabei deutlich, wie schnell aus einem „Opfer“ ein „Täter“ werden kann, wenn sich die Gelegenheit dazu ergibt, z. B. wenn jemand Macht über andere bekommt.
In der vierten Staffel steigern sich Ernies Depressionen immer weiter. Er wirkt lethargisch und erzählt, dass er seine Kleidung immer vier bis fünf Tage trägt, bevor er sie wechselt. Er verkauft auch seine Yps-Hefte-Sammlung, an der ihm sonst sehr viel lag. Schließlich unternimmt Ernie in seinem Auto einen Suizidversuch durch das Einleiten von Abgasen in den Innenraum, der aber durch den zufällig vorbeigehenden Stromberg vereitelt werden kann. Ernie erzählt daraufhin von seinen Nahtoderfahrungen. Nach einem kurzen Aufenthalt in Finsdorf und mehreren Therapiesitzungen, in denen er auch Mia kennen lernt, mit der er versucht, eine Beziehung aufzubauen, geht es Ernie wieder besser.
In der fünften Staffel engagiert er sich in einer katholischen Kirchengemeinde und kümmert sich dort unter anderem um eine Jugendgruppe. Diese Tätigkeit darf er aber bald nicht mehr ausüben, weil der Gemeindepfarrer Ernie im Büro aufsucht, um ihm wegen erlittener Schikanen zu helfen, und von Stromberg gezielt auf Ernies Aufrufe von Internetseiten mit pornografischen Inhalten hingewiesen wird. Auch wird Ernie für diese Internetnutzung (wie er selbst sagt, um eine Aufklärungswebsite für die Jugendgruppe zu gestalten) von Herrn Nübel abgemahnt. Trotz alledem erkennt Herr Nübel sein Potential und sieht ihn als den besten Mitarbeiter der Abteilung. Aus diesem Grund – und mangels Alternativen – wird er am Ende der fünften Staffel stellvertretender Leiter der Schadensregulierung, nachdem Ulf, der von Stromberg eigentlich auf diesem Posten platziert wurde, in eine andere Abteilung versetzt worden ist.

#### Tanja Steinke geb. Seifert
Tanja Steinke (bis zur Heirat mit Ulf Steinke in der vierten Staffel: Tanja Seifert; Schauspielerin: Diana Staehly) ist eine attraktive, jüngere Mitarbeiterin der Schadensregulierung. Sie ist sehr beliebt und wird von manchen ihrer männlichen Kollegen umworben. Über einen längeren Zeitraum ist sie mit ihrem Kollegen Ulf Steinke liiert, dessen Heiratsantrag sie nachträglich annimmt. In der dritten Staffel ziehen beide in eine gemeinsame Wohnung. Tanja ist eine der wenigen Mitarbeiterinnen, die sich von Zeit zu Zeit gegen Strombergs fragwürdige Verhaltensweisen auflehnen und Berthold mit Respekt behandeln. Ab der vierten Staffel wird Tanja von Herrn Becker aufgrund positiver Verbesserungsvorschläge als Nachfolgerin Strombergs eingesetzt, der aufgrund gehässiger Aktionen gegen den Kantinenkoch nach Finsdorf versetzt wurde. Ihre neue Position bringt ihr allerdings nicht nur Freunde ein und gerade ihr Freund Ulf stört sich an dem Karrieresprung seiner Verlobten und späteren Ehefrau. So dreht sich im Laufe der vierten Staffel die Einstellung der Mitarbeiter Tanja gegenüber komplett um. Die ursprünglich so beliebte Tanja wird zum Hassobjekt der Abteilung. Auch kommen ihre Bemühungen zur Durchsetzung eines neuen Abrechnungssystems, das sie selbst entwickelt hat, nicht gut an. Als neue Abteilungsleiterin hat sie die Aufgabe, dieses System mit ihrer Abteilung zu testen. Die meisten ihrer Mitarbeiter haben dafür aber kein Verständnis und behindern die Umstellung. Am Ende der vierten Staffel gelingt es Stromberg, durch geschicktes Intrigieren – nachdem er es nahezu in jeder Folge der Staffel probierte – diesen Konflikt auszunutzen und Tanja von ihrem neu erworbenen Posten wieder zu verdrängen.

#### Erika Burstedt
Erika Burstedt (Schauspielerin: Martina Eitner-Acheampong) ist aufgrund ihres korpulenten Äußeren ein beliebtes Ziel von Strombergs Scherzen. Sie ist sehr kompetent, betreut Großkunden auf internationalen Märkten und ist eine gute Seele, die gerne über Späße und Witze lacht. Bereits lange Jahre verheiratet, ist sie gelegentlichen Flirts mit Kollegen nicht abgeneigt. Erika ist Mitglied der SPD und der Gewerkschaft und fordert gegenüber ihrem Vorgesetzten Stromberg des Öfteren ihre Rechte als Arbeitnehmerin ein. Ihre spätere Kandidatur für den Betriebsrat bleibt wegen Strombergs Einmischung jedoch erfolglos. Am Ende der dritten Staffel verstirbt Erika an den Folgen eines Herzinfarktes im Krankenhaus; der Betriebsrat wird danach nie wieder thematisiert. In der letzten Folge der vierten Staffel gedenkt die Abteilung auf Strombergs natürlich nicht selbstloses Betreiben hin Erikas Ablebens, was für die Führungssituation der Abteilung letztlich nachhaltige Folgen hat.
Im Kinofilm Stromberg – Der Film (2014) hat sie einen Cameo-Auftritt in Form eines Werbespots für Müller-Milchreis (als Referenz auf die Produktplatzierung in der fünften Staffel), als Ernie und Stromberg im Hotelzimmer fernsehen.

#### Jennifer Schirrmann
Jennifer Schirrmann (Schauspielerin: Milena Dreißig) kommt als Rückkehrerin nach mehrjähriger Kinderpause in die Abteilung. Sie ist geschieden und hat einen Sohn namens Helge. Charakterlich wirkt sie selbstbewusst, bodenständig, eloquent und empathisch. In einigen Situationen dagegen wirkt sie sehr emotional und überaus angespannt (insbesondere während ihrer Schwangerschaft und zahlreichen hitzigen Diskussionen mit Stromberg) – dennoch scheint sie das Herz am rechten Fleck zu tragen und ist nicht selten bemüht, ihren Mitarbeitern bei Engpässen aus der Patsche zu helfen.
Die Männer der Abteilung (im Besonderen Ulf, Lars Lehnhoff und Stromberg) erliegen sofort ihrem weiblichen Charme, worauf Stromberg ihr in der Hoffnung, bei ihr zu landen, mit illegalen Mitteln hilft, den Einstiegstest zu meistern. Zwischen der vierten und fünften Episode der dritten Staffel wird sie aus betrieblichen Gründen mit Ablauf der Probezeit entlassen. Um die ihm von Herrn Becker auferlegten Arbeiten erledigen zu können, stellt Stromberg sie später eigenmächtig wieder ein. Als Erika schließlich stirbt, wird die freigewordene Planstelle mit Jennifer besetzt. In der vierten Staffel hat Strombergs Werben um Jennifer Schirrmann („Schirmchen“) scheinbar Erfolg. Sie gehen eine Art Beziehung ein und werden bei der Abteilungsfeier zu Strombergs Aufstieg zum Gesamtleiter von ihren Kollegen in flagranti in Strombergs Büro erwischt. Die Liaison ist jedoch nicht unproblematisch, weil Stromberg kaum ein Fettnäpfchen auslässt. In der fünften Staffel macht Stromberg Jennifer zu seiner persönlichen Sekretärin, und sie wird von ihm schwanger. Nachdem sie zunächst von Strombergs Kollegen aus dem Führungskreis für ihren Kleidungsstil kritisiert wird und später vergisst, einen wichtigen Brief ans Finanzamt zu verschicken, versetzt Stromberg sie wieder in die Abteilung. Nachdem sie Stromberg in der Vaterrolle auf die Probe stellte und Stromberg daran in ihren Augen scheiterte, teilt sie ihm am Telefon später mit, dass sie das Kind, auf das sich Stromberg eigentlich freut, in der zehnten Schwangerschaftswoche verloren habe. In einer verlängerten Schnittfassung der Serie wird angedeutet, dass sie das Kind eigentlich, wie ursprünglich von ihr geplant, abgetrieben hat.

### Nebenfiguren

#### Strombergs Vorgesetzte
Tatjana Berkel (Schauspielerin: Tatjana Alexander) ist in der ersten Staffel die Chefin von Stromberg, der sie in ihrer Abwesenheit nur „Tuberkel“ oder nach eigenen Angaben auch „Eva Braun“ nennt. Sie ist eine kompetente Chefin, die gegenüber Strombergs Konkurrenten Turçulu freundlich und herzlich ist, aber sich Stromberg gegenüber kühl und streng gibt, weil ihr seine Art missfällt und sie ihn für weniger kompetent hält. Sie weist Stromberg immer wieder harsch zurecht und droht ihm Konsequenzen an, ohne diese wirklich zu ziehen. Stromberg hat ein Problem mit einer Frau als Vorgesetzter und spricht ihr die Chefposition, zumindest vor der Kamera, ab („eigentlich hab ich hier das Sagen“). Ab der zweiten Staffel wird sie durch Herrn Becker ersetzt und ist in den folgenden Episoden nicht mehr zu sehen. Ihr weiterer Verbleib ist unbekannt. Sie taucht allerdings nochmals in einer etwas größeren Nebenrolle im Kinofilm Stromberg – Der Film (2014) auf.
Timo Becker (Schauspieler: Lars Gärtner) ist der neue Abteilungsleiter der zusammengelegten Capitol-Schadensregulierung. Er ist ein Musterbeispiel für einen Chef, kann aber gelegentlich ein wenig verspannt sein. Vor der Annahme des Jobs als Abteilungsleiter hat er nach eigenen Angaben für die Capitol in Zürich und Brüssel gearbeitet. Auch war er an der Entwicklung der Abrechnungssoftware beteiligt, an deren Anwendung Stromberg im Computerkurs scheitert. Herr Becker stellt aus Strombergs Sicht den Rivalen oder Gegenspieler dar, weshalb Stromberg versucht, ihn auch ab und zu auf den Arm zu nehmen, was Herr Becker wiederum durch sein professionelles Auftreten und qualifizierte Äußerungen abwehren kann. Das Verhältnis der beiden pendelt somit zwischen mehr oder weniger offener Konfrontation und Strombergs Anbiederungsversuchen. In der vierten Staffel wirkt er wesentlich autoritärer und muss Tanja immer wieder zur Ordnung rufen. Herr Becker ist verheiratet, seine Frau will sich jedoch in der dritten Staffel von ihm scheiden lassen, weil er sich zu sehr auf seine Arbeit konzentriere. In der fünften Staffel schließlich lebt Becker in Scheidung, ist entsprechend psychisch angeschlagen und spricht dem Alkohol zu. Diese Schwäche nutzt Stromberg, um während eines Kuraufenthalts von Becker dessen Posten einzunehmen. Am Ende kommt Herr Becker nach einem längeren Klinikaufenthalt wieder zurück und möchte mit Stromberg einen Friedenskaffee trinken. Stromberg, der weiß, dass Becker nun ein „trockener Alkoholiker“ ist, gießt ihm Wodka in den Kaffee, worauf Becker noch im Büro einen Rückfall erleidet. Wenig später kommt Herr Becker betrunken aus seinem Büro und trifft auf dem Gang auf seine Vorgesetzten Nübel und Tremmel. Der weitere Verbleib von Herrn Becker ist ungewiss. In der letzten Einstellung der fünften Staffel sagt Stromberg, der unverändert im Büro des Abteilungsleiters der Schadensregulierung sitzt: „Der Becker ist beim Altglas!“ Im Kinofilm Stromberg – Der Film (2014) taucht er lediglich mit einem persönlichen Statement im Abspann auf, da Lars Gärtner, der Timo Becker spielt, die Schauspielerei aufgegeben hat.
Dr. Heinemann (Schauspieler: Walter Gontermann) ist der Verwaltungsdirektor der Capitol-Versicherung. Er ist in einigen Folgen bei Herrn Becker im Büro anwesend, um mit diesem über Strombergs Verbleib in der Firma zu beraten. Anfangs scheint er noch freundlich auf Stromberg zu reagieren, ist jedoch nach dessen sexueller Belästigung einer Putzfrau nicht mehr gut auf ihn zu sprechen.
Dr. Nübel (Schauspieler: Rainer Laupichler) ist seit der vierten Staffel der Personalchef der Capitol und spielt in der fünften Staffel eine zentrale Rolle. Er ist zu Anfang ein Fürsprecher Strombergs und setzt viele seiner Ideen, die Personalfragen betreffen, um. Am Ende der fünften Staffel spricht er Stromberg die Kündigung aus, wird dann aber selbst nach Ostdeutschland versetzt, weil er viele Fehlentscheidungen zu verantworten hat und insbesondere dadurch in die Abteilung Schadensregulierung „keine Ruhe reinbekommt“. Im Kinofilm Stromberg – Der Film (2014) ist er als einer der Befragten zu sehen, der sich an seine früheren Begegnungen mit Stromberg erinnert.
Hans-Jürgen Wehmeyer (Schauspieler: Simon Licht) kommt neu ins höhere Management als Chef von Herrn Becker. Er setzt sich zunächst sehr für Stromberg ein, da er ihn durch seine Medienpräsenz als wichtig für die Außenwirkung der Capitol erachtet und er ihm aufgrund seines Humors sympathisch ist. Daher unterstützt er ihn öfter bei Meinungsverschiedenheiten mit Herrn Becker. Infolge mehrerer unglücklicher Aktionen verspielt Stromberg zunächst den Vertrauensbonus. Als Wehmeyer in der vierten Staffel aufsteigen und Herr Becker nachrücken soll, will er dennoch für Stromberg ein gutes Wort einlegen. Als die diversen Mobbing-Attacken von Seiten Strombergs gegen den Kantinenkoch allerdings überhandnehmen und publik werden, stellt sich heraus, dass dieser der Cousin eines der Vorstandsmitglieder, Frau Welkenberg, der Capitol ist. Daraufhin wird Stromberg nach Finsdorf strafversetzt und Wehmeyer verschwindet aus der Serie. Auch wenn dies nicht explizit erklärt wird, so ist nach Aussagen von Herrn Becker und der eigenen Aussage Wehmeyers dennoch davon auszugehen, dass dieser ebenfalls strafversetzt oder entlassen wurde.
Herr Tremmel (Schauspieler: Thomas Meinhardt) ist als Mitglied des Vorstandes der höchste Vorgesetzte, der konkret charakterisiert wird. Er verkörpert den rationalen, weitgehend emotionslosen Manager, der seinen Entscheidungen bezüglich des Führungspersonals ausschließlich den finanziellen Erfolg der einzelnen Abteilungen zu Grunde legt. Ein Beleg dafür ist seine Aussage „Mich interessieren keine Namen, mich interessieren nur Zahlen und wenn Ihre Zahlen nicht stimmen, muss ich mir Ihren Namen gar nicht erst merken“, die an Stromberg gerichtet ist. Er veranlasst Herrn Dr. Nübel in Staffel 5 zunächst dazu, das Ziel, „Ruhe in die Abteilung zu bekommen“, auch durch harte Personalentscheidungen zu verfolgen, und ist dadurch für Strombergs Entlassung mitverantwortlich, veranlasst aufgrund der wiederkehrenden Unruhe in der Schadensregulierung am Ende jedoch auch die Versetzung von Herrn Dr. Nübel.
Herr Stankowski (Schauspieler: Bernd Stegemann) ist der Chef der Außendienstler und in mehreren Episoden der fünften Staffel zu sehen.

#### Strombergs Kollegen und Untergebene
Sinan Turçulu (Schauspieler: Sinan Akkuş) leitet die Abteilung der Schadensregulierung A–L und konkurriert als solcher mit Stromberg um die Gesamtleitung der Abteilung. Oftmals muss er sich dessen Sticheleien bezüglich seiner türkischen Abstammung gefallen lassen, die er entweder kommentarlos hinnimmt oder humorvoll erwidert. Er ist wesentlich kompetenter als Stromberg und erhält darum am Ende der ersten Staffel den Posten des Ausbildungsleiters an einem anderen Standort der Capitol. Die Figur taucht erst wieder im Kinofilm in einem Kurzauftritt auf.
Sabine „Sabbel“ Buhrer (Schauspielerin: Maja Beckmann) arbeitet in der Buchhaltung und ist Mitglied des Betriebsrats. Sie ist wegen ihrer kurzen Beziehung zu Ulf zeitweise die Gegenspielerin von Tanja Seifert und scheint die Männer des Öfteren zu „wechseln“. Sie tauchte zum ersten Mal auf, um Ernies Mobbingvorwürfen nachzugehen. Später tritt sie unter anderem als Fan des Fußballvereins Borussia Dortmund in Erscheinung und sagt bei einer Anhörung bezüglich sexueller Belästigung gegen Stromberg aus. In der letzten Episode der dritten Staffel versucht Stromberg ihr nahezukommen. Als sie sich aber dagegen wehrt, bezeichnet er sie hinter vorgehaltener Hand als „Capitol-Matratze“. Immer wieder zeigt es sich, dass sie den von Stromberg verliehenen Spitznamen „Sabbel“ zu Recht trägt, denn sie bringt immer wieder sich und andere in Schwierigkeiten, weil sie über alles, was ihr zu Ohren kommt, „rumsabbelt“. In der vorletzten Episode der fünften Staffel plappert sie dann auch einen Compliance-Verstoß von Ulf aus, der ihn den „Chefsessel“ kostet.
Herr Pötsch (Schauspieler: Peter Rütten) ist ein Kollege auf etwa gleicher Ebene wie Stromberg, der ab der zweiten Staffel eine etwas bedeutendere Rolle einnimmt. Vor seiner Anstellung in der Capitol-Versicherung hat er bei der Helios („Heli-Chaos“, eigener Wortlaut), einem anderen Versicherungskonzern, gearbeitet. In der zweiten Staffel soll er kommissarisch Strombergs Position einnehmen, da Stromberg seine Kündigung einreicht. In der dritten Staffel verulkt er ihn mehrmals aufgrund seiner Zurückstellung zum stellvertretenden Leiter der Abteilung Schadensregulierung A–Z. In der fünften Staffel ist er, wie Stromberg, ebenfalls Bereichsleiter.
Lars Lehnhoff (Schauspieler: Laurens Walter) ist ein junger, manchmal – gegenüber Stromberg – altklug daherkommender Mitarbeiter, der als einziger stets mit Anzug und Krawatte gekleidet ist. Zwar ist er ein fachlich guter Mitarbeiter, hat aber auch Schwächen. So wird er als unsympathischer Streber dargestellt, der missliebige Kollegen wie zum Beispiel Ulf und Tanja bei Vorgesetzten anschwärzt, wenn dies für ihn gefahrlos möglich scheint. Auch Stromberg sagt er „mutig“ seine Meinung, allerdings erst, als dieser nicht mehr sein Vorgesetzter ist, also keine Repressalien mehr fürchten muss. Er ist verheiratet und hat eine Tochter. Seinen Nachnamen kann oder will Stromberg sich nicht merken, so dass er ihn regelmäßig „Lehmann“ oder „Lehmbach“ nennt. Er macht sich in der vierten und fünften Staffel vor allem bei Ulf unbeliebt, unter anderem, weil er mit Tanja anzubändeln versucht.
Nicole Rückert (Schauspielerin: Angelika Richter) ist eine farblose und etwas einfältige Kollegin, die als „Graue Maus“ oftmals noch als Einzige zu Stromberg oder Berthold hält. In der ersten Episode der dritten Staffel beginnt Stromberg ein Verhältnis mit ihr, nachdem Jennifer Schirrmann seine Avancen abgelehnt hat. Bereits in der nächsten Episode beendet sie diese Affäre, nachdem Stromberg sie verleugnet hat, und lässt sich in eine andere Abteilung versetzen.
Frank „Monte“ Montenbruck (Schauspieler: Frank Montenbruck) trägt wegen starker Weitsichtigkeit eine Brille, die seine Augen größer erscheinen lässt, und wird deshalb von Stromberg oder auch Berthold „Ernie“ Heisterkamp verulkt und „Aktenmongo“ genannt. In der ersten Staffel beteiligt er sich hintergründig an Mobbing-Aktionen gegen Ernie.
Maja Decker (Schauspielerin: Nadja Becker) ist in der dritten Staffel schwanger und tritt die Elternzeit an. In der fünften Staffel kehrt sie in der siebten Folge zunächst zurück, wird aber kurz darauf im Rahmen des Eklats um ihr zur Arbeit mitgebrachtes Kind, im Zuge dessen Ulf wegen Strombergs Vorgehensweise (dieser manipuliert Mitarbeiter und lässt Beweise gegen Vorteilsgewährung vernichten) zu Unrecht wegen Falschaussage abgemahnt wird, nicht mehr weiterbeschäftigt. Stromberg spricht sie in Anspielung auf die Namensähnlichkeit mit der Figur seines Vorgesetzten Becker öfter mit „Frau, äh, Be… Decker“ an.
Mitarbeiterin Landsfried (Schauspielerin: Suzanne Landsfried) ist eine schwarzhaarige, gut gekleidete Mitarbeiterin.
Ariane Raspe (Schauspielerin: Ariane Raspe) ist eine brünette, ebenfalls gut gekleidete Mitarbeiterin.
Josef „Joe“ Müller (Schauspieler: Joe Henselewski) hat einen verhältnismäßig unkomplizierten, kollegialen Charakter.
Rita Klüver (Schauspielerin: Rita Winkelmann) ist eine übergewichtige Mitarbeiterin, nach Ernies Aussage von Stromberg u. a. als „Lumpenerna“ bezeichnet.
Andreas Hermann (Schauspieler: Andreas Hermann) ist ein kleiner dicklicher Mitarbeiter.
Steffen Lambert (Schauspieler: Stefan Lampadius) ist ein eher verschlossener und leicht spießiger Charakter mit Vollbart und altmodischer Brille; zu Beginn mit langem Kopfhaar, später mit Glatze, danach wieder mit langem Kopfhaar. In der fünften Staffel trägt er erneut Glatze und hat keinen Vollbart mehr.
Mitarbeiter Prashant (Schauspieler: Prashant Prabhakar) ist Inder und einer der wenigen ausländischen Angestellten in der Capitol-Versicherung und wird von Stromberg wegen seiner Herkunft diskriminiert und unter anderem „Quoteninder“ oder „Gandhi“ genannt. Ein Running Gag ist sein Ausspruch Ich möchte keine Fotos!, wenn Stromberg ihn für Fotoaufnahmen einspannen will. Laut eigener Aussage ist er Katholik.
Achim Dörfler (Schauspieler: Kai Malina) ist ein junger, gerade ausgelernter Mitarbeiter in der Capitol-Zweigstelle in Finsdorf. Er ist Mitglied der Freiwilligen Feuerwehr Finsdorf.
Magdalena Prellwitz (Schauspielerin: Ramona Kunze-Libnow) ist eine polnische Mitarbeiterin in der Capitol-Zweigstelle in Finsdorf, die Stromberg dort oft „bemuttert“.
Jonas Fischer (Schauspieler: Maximilian Mauff) beginnt als Auszubildender in Strombergs Abteilung. Er ist feierfreudig, aber im Büro häufig verklemmt.
Frau Papenacker (Schauspielerin: Michaela Caspar) ist in der fünften Staffel die Assistentin von Herrn Becker, wird aber die Assistentin von Stromberg, nachdem dieser Becker verdrängt hat. Sie zeigt bei jeder Gelegenheit ihre Verachtung für Stromberg, der sie herablassend behandelt.

#### Ergänzende Figuren
Martin Möllers (Schauspieler: Prodromos Antoniadis) ist Koch und der Kantinenchef der Capitol-Versicherung und wird wegen seiner Vollglatze und seines sehr rüden Umgangstons von Stromberg des Öfteren abfällig als „Koch-Nazi“, „Mikrowellen-Mongo“ oder „Kantinen-Bin-Laden“ bezeichnet. Stromberg und Möllers geraten wiederholt aneinander, weil Stromberg (wie andere Kollegen auch, aber hinter vorgehaltener Hand) die Qualität der angebotenen Kost bemängelt. Möllers seinerseits hat verwandtschaftliche Beziehungen zum Vorstand, die er in der vierten Staffel zur Beschwerde nutzt, nachdem Stromberg ihn wiederholt angeht. Daraufhin wird Stromberg nach Finsdorf versetzt. Am Ende der fünften Staffel zettelt der zu diesem Zeitpunkt bereits gekündigte Stromberg eine Unterschriftenaktion gegen den Kantinenkoch an, die auf großen Zuspruch stößt, da ein Großteil der Kollegen, auch im Vorstand, mit der Qualität des Essens ebenfalls nicht zufrieden ist. Zum Ende der Staffel wird dem Koch deshalb der Pachtvertrag für die Kantine gekündigt.
Frau Hilpers (Schauspielerin: Alexandra von Schwerin) ist die Ehefrau von Herrn Hilpers, der nach der Folge 1, Staffel 1: Der Parkplatz, verstirbt. Stromberg tröstet sie, was in einen unangebrachten Annäherungsversuch mündet. Im späteren Verlauf der Serie (in Staffel 5, Folge 8: Jonas) kommt Frau Hilpers als Mitglied des internen Prüfungskomitees wieder zurück.
Als Hans Schmelzer verwirklicht der Produzent Ralf Husmann in mehreren Staffeln einen Cameo-Auftritt. Er ist in den Episoden Der Parkplatz, Feueralarm, Badminton, Lulu und Der Abschied zu sehen.
Birgit (Schauspielerin: Therese Hämer) ist Strombergs Ehefrau, allerdings wird die Ehe in der zweiten Staffel geschieden.

#### Episodenfiguren
| Figur               | Episode                   | Darsteller          | Beschreibung |
| ------------------- | ------------------------- | ------------------- | --- |
| Klaus Hilpers       | Staffel 1, Episode 1      | Lorenz Claussen     | Herr Hilpers verteilt die Parkplätze für die Angestellten des Unternehmens neu. Er stirbt zwischen der ersten und der zweiten Episode, nachdem Stromberg ihm als Asthmatiker eine Zigarre aufgedrängt hatte. |
| Herr Fritsche       | Staffel 1, Episode 4      | Piet Fuchs          | Herr Fritsche hat als Rollstuhlfahrer Anspruch auf Strombergs neuen Parkplatz. Stromberg hingegen hält so lange fest an seinem Parkplatz, dass Herr Fritsche den Fall schließlich dem Betriebsrat übergibt. |
| Ina                 | Staffel 1, Episode 5      | Cristina do Rego    | Ina ist das Patenkind von Erika und wird von Stromberg für einen Zeitungsartikel als „Pflegekind der Abteilung“ benutzt. |
| Herr Kitter         | Staffel 1, Episode 7      | Axel Siefer         | Herr Kitter ist der Manager von Roland Kaiser, den Stromberg für einen Auftritt auf einer Firmenfeierlichkeit engagieren möchte. Herr Kitter beendet schließlich die Verhandlung aufgrund von Strombergs unseriösem und respektlosem Auftreten.                                                                                           |
| Herr Tröscher       | Staffel 1, Episode 8      | Robert Schupp       | Herr Tröscher leitet das Assessment-Center zur Bestimmung des Gesamtleiters der im Rahmen der firmeninternen Umstrukturierung zusammengefassten Unterabteilungen. |
| „Papa“ Lorenz       | Staffel 2, Episode 1      | Peter Lerchbaumer   | „Papa“ Lorenz ist der an Alzheimer erkrankte Schwiegervater von Stromberg, der selbst im Berufsleben bei einer Versicherung angestellt war. |
| Vanessa Schubert    | Staffel 2, Episode 2/5/10 | Sarah Masuch        | Vanessa Schubert ist eine Krankenschwester, mit der Berthold „Ernie“ Heisterkamp eine Beziehung eingeht, die über ein paar Episoden anhält. |
| Kerstin Aumann      | Staffel 2, Episode 3      | Caroline Peters     | Kerstin Aumann unterrichtet den Kurs für die neue, von diesem Zeitpunkt an in der Abteilung verwendete Software. |
| Alexandra Klausen   | Staffel 2, Episode 4      | Victoria Mayer      | Alexandra Klausen ist die Badminton-Partnerin von Sabine „Sabbel“ Buhrer. „Alex“ wird von Stromberg heftig angegraben. |
| Theo Hölter         | Staffel 2, Episode 6      | Andreas Schmidt     | Theo Hölter ist ein alter Schulfreund von Stromberg. Er arbeitet als Band-Promoter und gibt sich als rockiger, lockerer Typ, der immer einen coolen Spruch auf Lager hat. Er nennt den halbglätzigen Stromberg beim alten Spitznamen „Locke“ und macht öfter Witze auf seine Kosten.                                                      |
| Hans Georg Althoff  | Staffel 2, Episode 7      | Veit Stübner        | Hans Georg Althoff beabsichtigt seine Firma bei der Capitol zu versichern. Stromberg ist ihm sympathisch, da die beiden ähnliche Ansichten über das Arbeitsleben haben. Infolgedessen hält er Stromberg für einen ernsthaften Geschäftspartner.                                                                                           |
| Nyota N’yangasongwa | Staffel 2, Episode 8      | Yolette Thomas      | Nyota N’yangasongwa arbeitet als Putzfrau, kommt aus Tansania und wird von Stromberg sexuell belästigt. |
| Herr Grahms         | Staffel 2, Episode 9      | Bernd Moss          | Herr Grahms führt das Bewerbungsgespräch mit Stromberg bei der Helios. Dabei schützt er die Altersdiskriminierung in seinem Konzern hinter Strombergs Versuch, ein jüngeres Alter anzugeben. |
| Herr Wuttke         | Staffel 2, Episode 10     | Detlef Kapplusch    | Herr Wuttke ist Strombergs Kollege während dessen Strafversetzung ins Archiv. |
| Jochen Schüller     | Staffel 3, Episode 5      | Patrick Heyn        | Jochen Schüller ist Fotoreporter der hauseigenen Zeitung Capitol Intern und flirtet als Homosexueller mit Stromberg, ohne dass der etwas von seinen Absichten ahnt. Er wird von seinem Vorgesetzten wegen seiner Homosexualität diskriminiert, nachdem Stromberg ihn bei Wehmeyer outete.                                                 |
| Rudi Wippermann     | Staffel 3, Episode 6      | Heinrich Hadding    | Rudi Wippermann, auch „Kopp-ab-Rudi“ genannt, überprüft in der Capitol-Versicherung als Mitglied der internen Revision die einzelnen Abteilungen, ob dort alles nach Vorschrift erledigt wird. |
| Walter Loermann     | Staffel 3, Episode 7      | Sven Pippig         | Walter Loermann wird von Stromberg dazu gedrängt, gegen Erika für den Betriebsrat zu kandidieren. |
| Helge               | Staffel 4, Episoden 4/8   | Leon Seidel         | Helge ist der Sohn von Jennifer Schirrmann. Stromberg passt für einen Nachmittag auf ihn auf. |
| Sally               | Staffel 4, Episode 6      | Rita Lengyel        | Sally ist eine Tänzerin, die bei der Capitol-Versicherung ihren Körper versichern lassen will. Sie engagiert sich später für Ulfs Junggesellenabschied. |
| Gernot Graf         | Staffel 4, Episode 7      | Martin Fromme       | Gernot Graf hat nur einen Arm, ist zotig, sexistisch und zu allen unfreundlich, außer zu Berthold. Er wird bei der Capitol-Versicherung eingestellt, kündigt nach kurzer Zeit aber wieder, nachdem er für seine schlechte Leistung kritisiert wurde.                                                                                      |
| Günther Nehring     | Staffel 4, Episode 9      | Steffen Münster     | Herr Nehring ist ein einflussreicher Landwirt aus Finsdorf, dessen Sohn versehentlich eine Scheune in Brand gesetzt hat. Stromberg verweigert ihm eine Schadensregulierung durch die Versicherung, wodurch es zu Kündigungen in Finsdorf kommt. Stromberg wird von Nehring dazu gezwungen, im Chor beim Schützenfest mitzusingen.         |
| Mia                 | Staffel 4, Episoden 9/10  | Christina Drechsler | Mia ist eine depressive Emo bzw. Goth, die Ernie kennenlernt und mit der er eine Beziehung eingeht. In Staffel 5 erfährt man, dass diese Beziehung zu Ende ging und Ernie sich dafür die Schuld gab. |
| Frau Ph.            | Staffel 5, Episoden 3/4   | Barbara Philipp     | Frau Ph. arbeitet kurzzeitig als Aushilfe in der Abteilung Schadensregulierung, nachdem Jennifer als Vorzimmerdame von Stromberg in sein neues Büro versetzt wurde. Sie habe laut eigener Aussage daheim keinen Fernseher und wolle mit dem ganzen Fernsehzeug nichts zu tun haben. Aus diesem Grund ist ihr Gesicht unkenntlich gemacht. |
| Herr Rüther         | Staffel 5, Episode 6      | Jörg Pose           | Herr Rüther ist ein Mitarbeiter in der Abteilung Schiffskasko, die Stromberg kurzfristig als Abteilungsleiter übernimmt. In dieser Abteilung arbeitet auch seine Frau. |
| Jens Schliemann     | Staffel 5, Episode 7      | Jan Viethen         | Herr Schliemann ist ein Mitarbeiter der IT-Abteilung, der auf Strombergs Wunsch hin Strombergs E-Mails vom Zentralserver angesichts der Wiedereinstellung von Maja löscht. Er tritt bereits in den Episoden Der Parkplatz und Der Kurs auf.                                                                                               |

## Urheberrechtliche Probleme in Bezug auf „The Office“
Die Serie Stromberg wurde von der BBC-Fernsehserie The Office inspiriert. Ursprünglich wurde aber auf diese Quelle nicht hingewiesen, weshalb die BBC der deutschen Produktionsfirma Brainpool mit einer Urheberrechtsklage drohte, weil sie in Stromberg zu viele Gemeinsamkeiten mit der eigenen Produktion sah. Seit der zweiten Staffel wird deshalb dem Abspann der Serie folgende Formulierung angehängt: „Stromberg – Inspired by the UK BBC series ‚The Office‘ created by Ricky Gervais and Stephen Merchant“. Es bleibt offen, ob es hinter den Kulissen zusätzlich zu einer Abfindung kam. Ricky Gervais betont allerdings, dass man mit der erzielten Einigung „höchst zufrieden“ sei. In der Folge „Badminton“ ist Ralf Husmann, in seiner Cameo-Rolle Hans Schmelzer, als Anspielung auf diese Auseinandersetzung, in einem T-Shirt mit der Aufschrift „BBC“ zu sehen. Weitere autorisierte Adaptionen der britischen Serie entstanden in den Vereinigten Staaten (The Office), Frankreich (Le Bureau), Kanada (La Job), Chile (La Ofis), Israel (HaMisrad – המשרד), Schweden (Kontoret), Tschechien (Kancl), Finnland (Konttori) und Indien (The Office).

## Veröffentlichung
Die erste Staffel wurde vom 11. Oktober bis zum 20. Dezember 2004 ausgestrahlt. Die erste Folge, die am 11. Oktober 2004 gesendet wurde, sahen 1,97 Millionen Zuschauer bei einem Gesamtmarktanteil von 12,6 Prozent. Die zweite Staffel wurde vom 11. September bis zum 13. November 2005 gezeigt. Die Folge vom 9. Oktober 2005 verfolgten 1,90 Millionen Zuschauer bei einem Marktanteil von 9,0 Prozent. In der werberelevanten Zielgruppe waren es 1,65 Millionen bei 16,8 Prozent Marktanteil.
Die dritte Staffel wurde vom 5. März bis 30. April 2007 und die vierte Staffel vom 3. November bis 29. Dezember 2009 auf dem deutschen Sender ProSieben gesendet. Am 27. November 2005 war ein Best-of auf ProSieben zu sehen. Ab dem 8. November 2011 wurde auf ProSieben erstmals die fünfte Staffel ausgestrahlt.
Trotz der Anerkennung der Kritiker und einer großen Fangemeinde tat sich die Serie von Anfang an schwer, den von ProSieben angestrebten Marktanteil von 13 bis 14 Prozent in der Zielgruppe zu erreichen. Die Folgen der ersten Staffel lagen im Schnitt bei unter zehn Prozent Marktanteil in der Zielgruppe, die zweite Staffel schaffte auf dem günstigeren Sendeplatz am Sonntagabend eine durchschnittliche Einschaltquote von ungefähr 11 Prozent in der Zielgruppe der 14- bis 49-Jährigen. Die dritte Staffel erreichte erstmals Quoten über dem Senderschnitt, allerdings auf einem deutlich späteren Sendeplatz. Die absoluten Zuschauerzahlen gingen hingegen von Staffel zu Staffel zurück.
Am 19. September 2005 erschien die erste Staffel von Stromberg auf DVD, am 31. März 2006 die zweite und am 27. April 2007 die dritte. Sie enthalten zusätzlich zu den Episoden Making-ofs, Audiokommentare, Interviews und Outtakes. Im Herbst 2006 erschien eine limitierte Büro-Edition, die die ersten beiden Staffeln und einige Bonusartikel (Briefpapier, Mousepad, Drehbücher etc.) beinhaltet. Im September 2008 folgte eine weitere Sonderausgabe unter dem Titel Stromberg – Die Bürografie. Diese enthält alle Episoden der ersten drei Staffeln, wahlweise inklusive des PC-Spiels. Außerdem liegt ein Kalender bei. Am 6. November 2009, also schon kurz nach Ausstrahlungsstart und somit recht ungewöhnlich, erschien bereits die vierte Staffel von Stromberg in einer Limited Edition auf DVD. Die Verpackung ist als Karteikasten aus Pappe gefertigt und enthält drei DVDs. Auf den ersten beiden DVDs befinden sich jeweils fünf der insgesamt zehn Episoden. Anders als bei den anderen Staffeln wurde das Bonusmaterial (auf der dritten DVD) live einem Publikum gezeigt und die Aufnahmen von dort als etwa einstündige Fassung zur Verfügung gestellt. Weiterhin sind noch jeweils eine Episode zu den Serien Der kleine Mann mit Bjarne Mädel und Pastewka mit Bastian Pastewka vorhanden. Letztere ist eine Episode, in der Christoph Maria Herbst einen Gastauftritt hat. Die fünfte Staffel wurde in einer Limited Edition am 11. November 2011 sowie in einer Standard Edition am 9. Dezember 2011 veröffentlicht. Am 23. November 2012 erschien bereits zum zweiten Mal eine Serienbox. Diesmal sind die Staffeln 1 bis 5 enthalten.

## Kinofilm
Im Dezember 2011 wurde eine Million Euro von Investoren über ein Crowdfunding-Projekt gesammelt, um die Produktion eines Stromberg-Kinofilms zu ermöglichen. Die Dreharbeiten haben am 19. Februar 2013 in Köln begonnen und wurden Anfang April 2013 beendet. Während einer Pressekonferenz im Jahr 2013 gab Produzent Ralf Husmann bekannt, dass es nach dem Erscheinen des Kinofilms keine weiteren Staffeln der Serie Stromberg mehr geben werde. So stelle der am 20. Februar 2014 in die Kinos kommende Kinofilm mit dem Titel Stromberg – Der Film den Abschluss der Geschichte dar. In dem Film geht es für die gesamte Capitol-Belegschaft auf einen Betriebsausflug. Dabei wird in einem Landhotel nicht nur das 50-jährige Firmenjubiläum der Capitol Versicherung gefeiert, sondern auch die Schließung der Filiale verkündet.
Mitte 2014, einige Wochen nach der Premiere, wurde der 1 Millionste Zuschauer gezählt, ab diesem Augenblick machten die Investoren Gewinn. Insgesamt sahen 1.329.481 Zuschauer den Film in 501 deutschen Kinos.
Im Dezember 2024 wurde bekannt, dass an einer Fortsetzung mit dem Namen Stromberg – Der neue Film gearbeitet wird. Die Dreharbeiten sollen Anfang 2025 beginnen und der Film soll Ende 2025 im Kino erscheinen. Produziert wird der Film von MadeFor Film in Zusammenarbeit mit Prime Video und SevenPictures.

## Adaptionen

### Computerspiel
Am 1. März 2007 erschien parallel zur Ausstrahlung der dritten Staffel ein Computerspiel zur Serie. In den Minispielen werden Originalzitate der Hauptcharaktere eingespielt. Entwickelt wurde das Spiel von dem deutschen Entwicklerstudio wetain.

### Buch
Im Jahr 2007 veröffentlichte „Bernd Stromberg“, so die Angabe des Verlages, das Langenscheidt-Wörterbuch Chef-Deutsch / Deutsch-Chef: Klartext am Arbeitsplatz mit einem Nachwort von Christoph Maria Herbst.

## Rezeption

### Kritikerstimmen
Stromberg kam bei Kritikern der Fachpresse im Allgemeinen gut an. So werden vor allem die teils makabren Witze und das realistische Doku-Soap-Gefühl hervorgehoben.
Die Welt fasste 2008 zusammen, dass die Serie trotz des „innovativen Charakters“, der „Anerkennung durch die Kritik“ und „zahlreicher Auszeichnungen“ (unter anderem Adolf-Grimme-Preis, Deutscher Fernsehpreis) nur „unterdurchschnittliche Einschaltquoten“ erreichte, und deswegen nurmehr als „Geheimtipp“ gesehen werden kann.
In einem Artikel der FAZ wird Stromberg als „der schlimmste Chef aller Zeiten“ bezeichnet. Christoph Maria Herbst wird mit der Aussage zitiert, er habe bei seiner Suche nach einem „Rollenmodell“ bei Gerhard Schröder Anleihen gemacht. Außerdem charakterisiere Herbst die Beziehung des Zuschauers zu Stromberg gerne mit dem Schlagwort „fremdschämen“. Das Urteil der FAZ fällt durchweg positiv aus: „Abgründigere Charaktere als den […] Bürotyrannen Stromberg gibt es im deutschen Fernsehen wenige, in der deutschen Comedy gewiss gar keinen.“
Die Süddeutsche Zeitung schreibt zum Beginn der dritten Staffel der Serie: „Aber Stromberg […] gehört immer noch zum Besten und Intelligentesten, was es auf ProSieben bislang zum Lachen gab.“ Außerdem sei Stromberg gut für das Image von ProSieben.
Der Spiegel lobt in seiner Online-Ausgabe das „allzu Menschliche“ der Charaktere. [Bernd] Stromberg sei nicht nur reines Hassobjekt, sondern ein armes Würstchen, das unbeholfen weitergebe, was ihm geschieht. Es müsse wohl diese „Mischung aus Komik und Tragik“ sein, die letztlich den Reiz der Serie ausmache.

### Parodie alsObersalzberginSwitch Reloaded
Stromberg wurde in der Fernsehserie Switch reloaded parodiert: In einer fiktiven Handlung versucht ein unfähiger Adolf Hitler (gespielt von Michael Kessler) Probleme im Dritten Reich in einem Büro ähnlich dem von Stromberg zu bewältigen. („Krieg ist wie Büro.“) Die Serie heißt Obersalzberg in Anspielung auf Hitlers Feriendomizil Berghof am Obersalzberg. In der letzten Episode der Parodie verkleiden sich die Figuren, um zu fliehen. Hitler verkleidet sich dabei als Stromberg. Danach tauchen die Figuren bei der Switch-Parodie von Goodbye Deutschland! Die Auswanderer namens Goodbye Großdeutschland auf, in der Hitler mit Ernie und Ulf ein Schnitzelrestaurant in Argentinien eröffnen will.

### Auszeichnungen
Adolf-Grimme-Preis
- 2005: Nominierung für Stromberg
- 2006: Adolf-Grimme-Preis in der Kategorie Fiktion und Unterhaltung für
  - Ralf Husmann, Moritz Netenjakob, Lars Albaum, Dietmar Jacobs und Ron Markus (Buch)
  - Christoph Maria Herbst (Darstellung)

- 2012: Nominierung für Stromberg in der Kategorie Unterhaltung

Bayerischer Fernsehpreis
- 2005: Bayerischer Fernsehpreis für Christoph Maria Herbst für seine schauspielerische Leistung in der Rolle des Stromberg

Deutscher Comedypreis
- 2005: Deutscher Comedypreis in der Kategorie Bester Schauspieler in einer Comedy-Serie für Christoph Maria Herbst
- 2006: Nominierung für Stromberg in der Kategorie Beste Comedy-Serie
- 2006: Deutscher Comedypreis in der Kategorie Bester Schauspieler für Christoph Maria Herbst
- 2007: Deutscher Comedypreis in der Kategorie Bester Schauspieler in einer Comedyserie für Christoph Maria Herbst
- 2010: Nominierung in der Kategorie Beste Comedyserie
- 2010: Deutscher Comedypreis in der Kategorie Bester Schauspieler für Christoph Maria Herbst unter anderem für Stromberg
- 2012: Nominierung in der Kategorie Beste Comedyserie
- 2012: Nominierung in der Kategorie Bester Schauspieler für Christoph Maria Herbst

Deutscher Fernsehpreis
- 2005: Nominierung in der Kategorie Beste Sitcom für Stromberg
- 2006: Nominierung in der Kategorie Beste Sitcom für Stromberg
- 2007: Deutscher Fernsehpreis in der Kategorie Beste Sitcom für Stromberg
- 2007: Deutscher Fernsehpreis in der Kategorie Bestes Buch für Ralf Husmann

Platin-Auszeichnung
- 2006: Dreifach-Platin für über 150.000 verkaufte DVD-Ausgaben der ersten und zweiten Staffel
- 2009: Doppel-Platin für die DVD-Ausgabe der dritten Staffel

## Sonstiges
- Seit Ende 2009 tritt Bernd Stromberg als Werbefigur für den Energiekonzern RWE auf.
- In einer Folge der vierten Staffel wird bei einer Fete im Büro Schnaps der Marke „Der kleine Mann“ getrunken. Hier wird auf die Fernsehproduktion Der kleine Mann aufmerksam gemacht, die ebenfalls von Husmann stammt.
- Stromberg gehört zu den wenigen deutschen TV-Serien, in denen Produktplatzierungen realisiert wurden. In der fünften Staffel verzehren Capitol-Mitarbeiter mehrfach und deutlich erkennbar Milchreis der Firma Müller. Darauf wird sogar explizit durch Untertitel und entsprechende Ansprache durch Stromberg selbst hingewiesen. Des Weiteren wurden Spielzeugwaffen von Hasbro in die Handlung eingebunden. Obwohl die Praxis seit 2010 rechtlich zulässig ist, reagierte die Fangemeinde zum Teil mit Kritik auf die Produktplatzierungen.[33]
- Die Titelmelodie der Serie wurde eigens für Stromberg von Helmuth Fass und Martell Beigang komponiert und eingespielt. Es handelt sich dabei jedoch um ein Soundalike zu Flim vom US-amerikanischen Jazz-Trio The Bad Plus, welches wiederum eine Cover-Version des gleichnamigen Elektronica-Stückes von Aphex Twin ist. Die Stromberg-Titelmusik erschien außerhalb der Serie erstmals am 12. Mai 2023, als MySpass den Soundtrack zum Film digital auf Streaming-Plattformen und als Download veröffentlichte.